# Closet

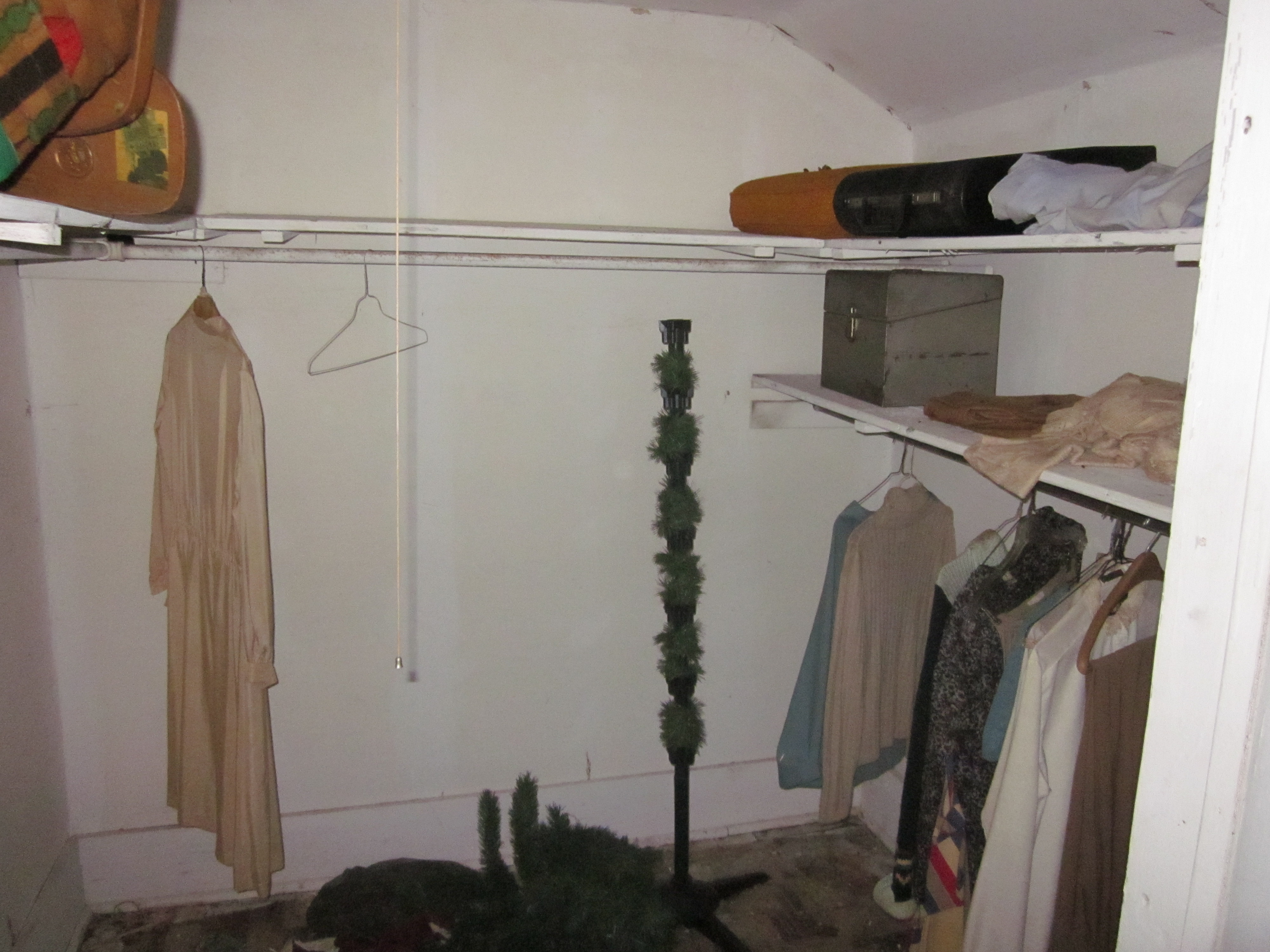
Interior de um closet.

Closet é um espaço fechado, com uma porta, utlizado para armazenar roupas e calçados. São construídos através de paredes de alvenaria no interior de quartos ou embaixo de escadas, são feitos para substituir o uso de guarda-roupas atuando também como um vestiários onde se pode se movimentar pelo seu interior.